# 越谷市立南越谷小学校
越谷市立南越谷小学校（こしがやしりつ みなみこしがやしょうがっこう）は、埼玉県越谷市南越谷にある公立小学校。

## 沿革
- 1968年4月1日 - 越谷市立越ヶ谷小学校、越谷市立蒲生小学校を分離して越谷市立南越谷小学校として開校
- 1968年6月3日 - 校章制定
- 1968年12月 - 校歌制定
- 1986年3月31日 - 越谷市立大間野小学校を分離

## 教育目標
- よく考え進んで学ぶ子
- きまりを守り社会につくす子
- 健やかでねばり強い子

## 通学区域
- 赤山町四丁目 - 全域
- 赤山町五丁目 - 全域
- 瓦曽根三丁目 - 全域
- 七左町二丁目 - 全域
- 東柳田町 - 全域
- 南越谷一丁目 - 一部
- 南越谷二丁目 - 一部
- 南越谷三丁目 - 全域
- 南越谷四丁目 - 全域
- 南越谷五丁目 - 全域
- 元柳田町 - 全域[1]